# 양상국
양상국 (梁相國, 1983년 10월 1일 ~ )은 대한민국의 개그맨, 유튜버이다. 그는 2007년 KBS 22기 공채 개그맨으로 데뷔하였다.

## 학력
- 진영대흥초등학교 (졸업)
- 한얼중학교 (졸업)
- 창원고등학교 (졸업)
- 위덕대학교 경영학과 (휴학)

## 일화
- 야구선수 고영민과 매우 닮아 고영민 선수의 아들이 아빠라고 부르는 오해가 있었다.[1]
- 2013년 양상국은 배우이자 모델인 천이슬과 열애를 인정하였다. 하지만 2014년 11월 28일 결별하였다.
- 양상국은 NC 다이노스의 응원가 〈다이노스 다이겨쓰〉를 직접 불렀다.

## 연기 활동

### 텔레비전
- 《개그콘서트》(KBS2)

<닥터피쉬> 열성팬 역
<선생 김봉투> 백원만 역
<서울 메이트> 서울말을 아는 척 하는 친구 역
<그땐 그랬지>
<봉숭아학당> 윤성호의 매니저 역
<일단뛰어>
<네가지> 촌티나는(촌스러운) 남자 역
<티라노 연애조작단>
<내 인생에 내기 걸었네>
<품행제로>
<교무회의> 미술선생 역
<현대 레알 사전> 나쁜남자 국이 역
<귀막힌 경찰서> 브레인 양형사 역
<초보뉴스>
<사람 일은 모른다>
<일촉즉발> 북한 군인 역
<클라이 막장>
<나쁜 녀석들>
<4인4색 ver1.X(콜센터)> 고객불만 상담원→전통장인  역
<감동시대>
<사랑인거지>
<국제 유치원> 일본역
- 《개그스타》GCC어워드

<국어사전>
- 《개그사냥》
- 《신나라 과학나라》
- 《리얼체험 프로젝트 인간의 조건》(KBS2)
- 《어럽쇼》 (QTV)
- 《난감스쿨》 (투니버스)
- 《삼촌로망스》 (tvN)
- 《세바퀴》 (MBC)
- 《우리동네 예체능》(KBS2)
- 《비타민》 (KBS2)
- 《런닝맨》 (SBS)
- 《도도하라》 (SBS 플러스)
- 《너의 목소리가 보여》 (Mnet)
- 《진짜 사나이》 (MBC)
- 《소사이어티 게임》 (TVN)

### 라디오
- 《영스트리트》 (SBS 파워FM)
- 《김효진, 양상국의 12시에 만나요》 개그우먼 김효진과 함께 진행 (TBN 한국교통방송)(2023.1.2 ~ 현재)

### 영화
- 《모모와 다락방의 수상한 요괴들》 - 카와(목소리) 역

### 광고
- LG U+LTE의 불편한진실(2012)(경남 통영 부분),네가지(2012)
- 귀뚜라미보일러
- 동원과학기술대학교(언빌리버블)

### 드라마
- 2013년 tvN 《응답하라 1994》 - 사천시 반대 시위 인원 모집 안내방송하는 남자 역 (목소리출연)

## 유행어
- 제가많이 늦었죠~(봉숭아학당)
- 백원만~ 백원만~(선생 김봉투)
- 나대지마라~(선생 김봉투, 그땐그랬지)
- 정남이~ 니가 많이 늦었네~↗(서울메이트)
- 정남이~ 니가 많이 빨랐지~↗(서울메이트)
- 아이고 정남아~! 정남아~! 정남아~!(서울메이트)
- 야!!! 이거 확막 궁디를 주 차삐까~(서울메이트, 그땐그랬지)
- 그래 내촌에서 올라온 촌놈입니다 내촌에서 올라왔다고 뭐라카는데 오해하지 마이소 (네가지)
- 그러니까 촌에서 왔다고 오해하지 마라 (네가지)
- 마음만은 턱별시다~!(네가지)
- ooo도 못하는 교장 선생님 미!!워!!(교무회의)
- 나도 알아!(귀막힌 경찰서)
- 가르치지마! 나 브레인 양상국이야!(귀막힌 경찰서)
- 안 맞아~!(초보뉴스)
- 개수작 부리지 말라우(일촉측발)

## 같이 보기
- 류정남
- 허경환
- 황현희
- 조윤호
- 양선일
- 장기영
- 서태훈
- 정승환
- 송병철
- 김기리
- 송준근
- 신보라
- 김준현
- 김기열
- 윤형빈
- 박소라
- 박성광
- 윤성호
- 홍인규
- 김준호
- 허민